# 浅倉むつ子
浅倉 むつ子（あさくら むつこ、1948年10月25日 - ）は、日本の法学者。専門は労働法・ジェンダー法。学位は博士（法学）（早稲田大学・論文博士・1993年）。(旧)東京都立大学名誉教授、早稲田大学名誉教授。

## 人物
千葉県館山市出身。籾井常喜（都立大名誉教授）門下。1993年早稲田大学より博士（法学）の学位を取得。
「九条科学者の会」呼びかけ人。「安全保障関連法案に反対する学者の会」発起人 を務めている。東京都立大学法学部教授や、早稲田大学大学院法務研究科教授、日本労働法学会代表理事、ジェンダー法学会理事長、第23期民主主義科学者協会法律部会副理事長等を歴任した。

## 略歴

### 学歴
- 1967年3月 東京学芸大学附属高等学校卒業
- 1971年3月 東京都立大学法学部卒業
- 1979年3月 東京都立大学大学院社会科学研究科基礎法学専攻博士課程単位取得満期退学
- 1993年11月 博士（法学）（早稲田大学）、論文博士〈乙博士〉："男女雇用平等法論 : イギリスと日本"[4]

### 職歴
- 1979年4月 東京都立大学法学部助手
- 1984年4月 東京都立大学法学部講師
- 1987年4月 東京都立大学法学部助教授
- 1991年4月 東京都立大学法学部教授
- 2003年～2014年 日本学術会議会員（第19期～22期）
- 2003年～2005年 日本労働法学会代表理事
- 2004年4月 早稲田大学大学院法務研究科教授、東京都立大学名誉教授[5]。
- 2007年～2009年 ジェンダー法学会理事長
- 2019年3月 早稲田大学大学院法務研究科教授を定年退職
- 2021年8月 ジェンダー法政策研究所理事[6][7]

### 受賞歴
- 1998年10月 婦人労働者の権利－その理念と構造」で第1回野村賞
- 1991年11月『男女雇用平等法論－イギリスと日本』（ドメス出版）で第11回山川菊栄賞[8][9]
- 2006年10月 エイボン教育賞
- 2017年5月 『雇用差別禁止法制の展望』（有斐閣）で第9回昭和女子大学女性文化研究賞

## 研究テーマ
- 労働法における均等待遇原則
- 労働法のジェンダー分析

## 所属学会
- 民主主義科学者協会法律部会（副理事長、2011年-2014年、国内）[3]
- 日本労働法学会 （理事、1988年-、国内）
- 日本労働法学会 （代表理事、2003年-2005年、国内）
- 日本社会保障法学会 （理事、1988年-2004年、国内）
- 日本法社会学会 （理事、1990年-1992年、国内）
- 日本法社会学会 （監事、1993年-1996年、国内）
- 日本法社会学会 （理事、1996年-、国内）
- ジェンダー法学会 （理事、2003年- ）
- 国際人権法学会

## 主著
- 『男女雇用平等法論』
- 『女性労働判例ガイド』（共著）
- 『均等法の新世界』
- 『労働とジェンダーの法律学』
- 『導入対話によるジェンダー法学』
- 『フェミニズム法学』
- 『労働法とジェンダー』
- 『労働法』〔第2版〕有斐閣アルマ（共著）